# یواس‌اس سارا تامسون (ای‌او-۸)
یواس‌اس سارا تامسون (ای‌او-۸) (به انگلیسی: USS Sara Thompson (AO-8)) یک کشتی بود که طول آن ۳۲۱ فوت (۹۸ متر) بود. این کشتی در سال ۱۸۸۸ ساخته شد.